# Pseudopoda signata
Pseudopoda signata là một loài nhện trong họ Sparassidae.
Loài này thuộc chi Pseudopoda. Pseudopoda signata được Peter Jäger miêu tả năm 2001.